# Kessarin Ektawatkul
Kessarin Ektawatkul (thailändisch เกศริน เอกธวัชกุล; * 31. August 1981), auch unter ihrem Künstlernamen Nui Ketsarin bekannt, ist eine thailändische Taekwondoin und Filmschauspielerin.

## Leben
Ektawatkul studierte an der Kasetsart-Universität. Nachdem sie thailändische Meisterin geworden war, begann sie ihre Schauspielerkarriere und spielte Rollen in vaterländischen Actionfilmen. Im Juni 2011 wurde sie von den Lesern der thailändischen FHM unter die „100 Sexiesten Frauen in Thailand“ auf Platz 6 gewählt.

## Filmografie (Auswahl)
- 2004: Born to Fight (เกิดมาลุย; Kerd ma lui)
- 2006: Dangerous Flowers (Chai Lai Angels)
- 2008: Somtum (Muay Thai Giant)
- 2009: Final Target (Vanquisher)[3][4]
- 2014: Vengeance of an Assassin